# Mittewald (Franzensfeste)

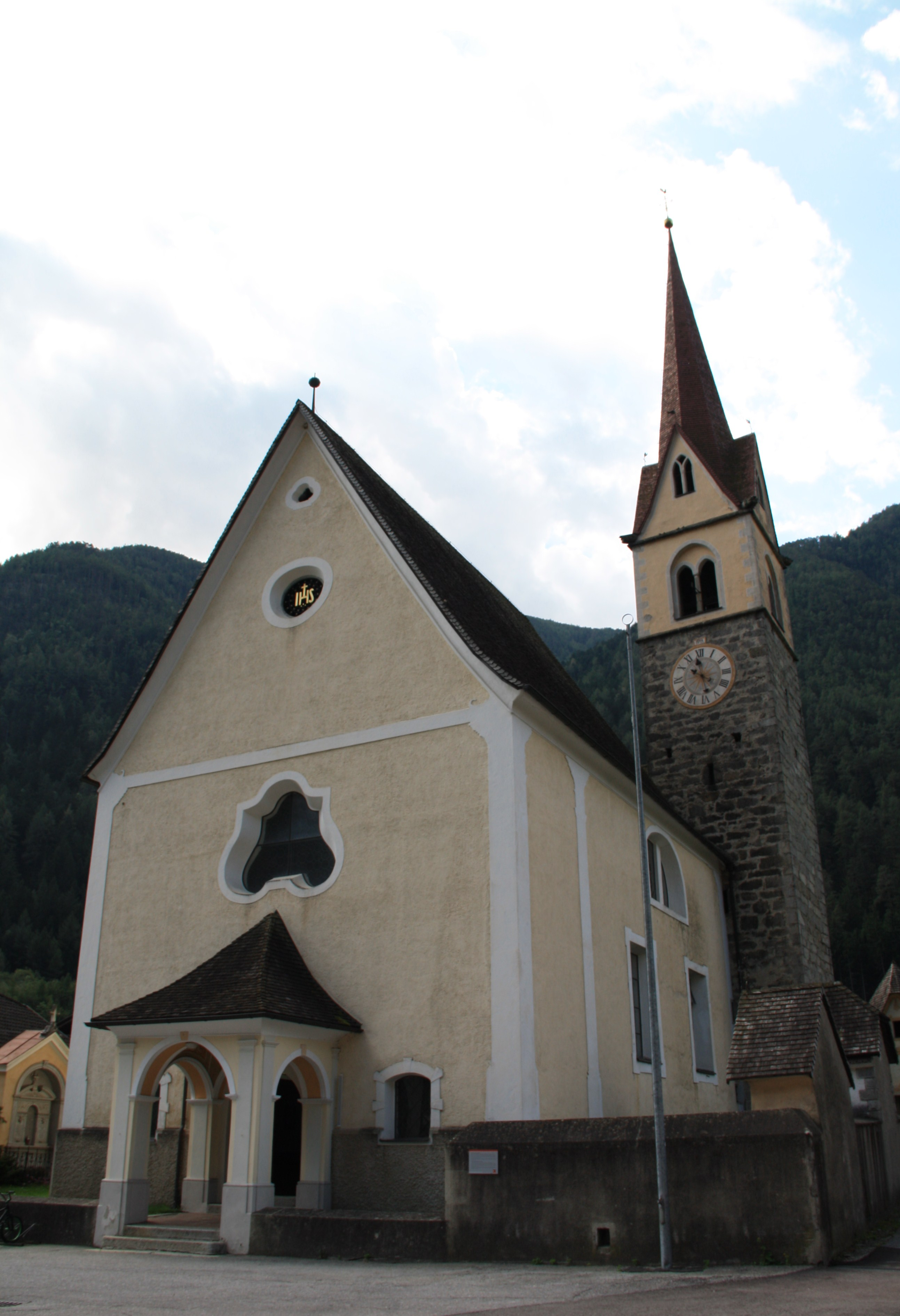
Die Pfarrkirche St. Martin in Mittewald

Mittewald (italienisch Mezzaselva) ist eine Fraktion der Gemeinde Franzensfeste in Südtirol (Italien).
Das ca. 200 Einwohner zählende Dorf liegt am Eisack im Wipptal, etwa 3 km nordwestlich des Hauptortes Franzensfeste und knapp südöstlich der Sachsenklemme. Die Ortschaft verfügt über zwei Gastbetriebe (Hotel Zur Brücke und Gasthof Thaler), eine Grundschule und eine aufgelassene Haltestelle der Brennerbahn. Die Pfarrkirche ist dem heiligen Martin von Tours geweiht.

## Geschichte
Ersturkundlich wird Mittewald in einem Rechtsakt des Bozener Notar Jakob Haas von 1237 als „Mitenwalde“ genannt. 1288 ist im Tiroler landesfürstlichen Urbar von Graf Meinhard II. Besitz zu „datz Mittenwalde“ bezeugt. Im selben Jahr tritt mit „Bertoldus filius Breuis de Mitenwalde“ (Bertold, Sohn des Kurz von Mittewald) erstmals ein Mittewalder Einwohner als Zeuge einer Bozener Urkunde in Erscheinung.
Die Mittewalder Kirche zum hl. Martin wurde in einem Ablassbrief aus dem Jahr 1345 erstmals erwähnt. Sie wurde im Jahr 1473 erweitert und am 26. November neu eingeweiht. Noch hatte Mittewald keinen eigenen Pfarrer, der Pfarrer von Stilfes übernahm die seelsorgliche Betreuung. Am 20. Mai 1670 wurde Mittewald Kuratie, nachdem Kaspar von Pretz hauptsächlich durch Stiftungen dazu beigetragen hatte. Deshalb erhielt die Familie von Pretz das Patronatsrecht. Seitdem hat Mittewald einen eigenen Pfarrer.
Von 1830 bis 1833 wurde die Kirche nach Plänen vom Kuraten Jakob Prantl aus Pfitsch, einem Autodidakten, renoviert und in die heutige Form gebracht. Aus dieser Zeit stammen auch die Inneneinrichtung, wie Beicht- und Chorstühle und Bänke. Die Altarbilder und das Deckengemälde stammen vom Künstler Josef Renzler. Am 1. September 1833 weihte der damalige Fürstbischof von Brixen, Bernhard Galura, die Kirche dem hl. Martin. Im Jahr 1985 wurde der Spitzhelm vom gotischen Kirchturm, der aus der Zeit um 1312 stammt, mit Lärchenschindeln neu eingedeckt.
Ursprünglich war Mittewald der Hauptort einer gleichnamigen Gemeinde; 1942 wurde die Gemeinde jedoch, der Bedeutungsverschiebung ihrer beiden größten Siedlungen entsprechend, in Franzensfeste umbenannt.
In Mittewald bestand im 20. Jahrhundert die Holzstoff- und Pappenfabrik J. Pretz.

## Bildung
In Mittewald gibt es eine Grundschule für die deutsche Sprachgruppe.

## Verkehr
Mittewald wird von der A22, der SS 12, der Brennerbahn und der Radroute 1 „Brenner–Salurn“ durchquert.